# Helmholtz-Realgymnasium (Berlin)
Das Helmholtz-Realgymnasium war ein Realgymnasium und später gleichzeitig Realschule in Berlin-Schöneberg und wurde nach dem Physiker Hermann von Helmholtz benannt. 1945 wurde es in eine Grundschule umgewandelt.

## Geschichte
Die Schule eröffnete am 8. April 1902 mit „57 Schülern, 27 Sextanern und 30 Vorschülern“. Sie wurde vorläufig in den Räumen der neu errichteten 8. Schöneberger Gemeindeschule in der Rubenstraße, Ecke Grazer Platz untergebracht. 1909 zog die Schule in ein eigenes Gebäude. Wegen der Gründung von Einheitsschulen wurde die Vorschule ab 1920 abgebaut und dem Gymnasium stattdessen eine Realschule angegliedert. Um 1945 wurde die Schule aufgelöst und die Uckermark-Grundschule gegründet. 2008 erhielt die Grundschule den Namen Peter-Paul-Rubens-Schule, seit 2015 beherbergt das Gebäude die Grundstufe der Friedenauer Gemeinschaftsschule.

## Gebäude
Der Stadtbaurat Paul Egeling plante neben der 8. Gemeindeschule die neuen Räumlichkeiten für das Helmholtz-Realgymnasium. Zwischen 1907 und 1909 wurde das Gebäude in der Rubensstraße 63, Ecke Begasstraße nach seinem Entwurf gebaut.

## Rektoren
- Gründung–1920 Georg Thouret (1855–1924)[1]
- 1920–1924 Ferdinand Tessendorf (1879–1924)[1]
- ab 1924 Petzold

## Persönlichkeiten

### Bekannte Schüler
- Walter Korodi (1902–1983), Journalist, Publizist und politischer Aktivist
- Hans Speier (1905–1990), Soziologe, Abitur 1923
- Walter Hoffmann-Axthelm (1908–2001), Arzt und Hochschullehrer, Abitur 1927
- Karl Günther Zimmer (1911–1988), Physiker und Erfinder
- Gerhard Oestreich (1910–1978), Historiker, Abitur 1929
- Ernst Ludwig Heuss (1910–1967), Widerständler im Nationalsozialismus, Unternehmer
- Thilo von Boehmer (1911–1997), Unternehmer, Rechtsanwalt und Leitender Regierungsdirektor
- Henning von Boehmer (1903–1987) Rechtsanwalt und Unternehmer

### Bekannte Lehrer
- Walter Jesinghaus (1871–1950), Lehrer und Philosoph
- Karl Pflug (1880–1945), Pädagoge und Politiker
- Karl Gerth (1889–1973), Klassischer Philologe, Historiker und Gymnasialdirektor